# 劉鳴 (永樂進士)
劉鳴（14世紀—15世紀），又名劉襈，字汝和，江西撫州府金谿縣人，明朝政治人物。

## 生平
劉鳴是永樂六年（1408年）戊子科江西鄉試舉人，九年（1411年）辛卯科進士，授監察御史巡按山西，同縣人某擔任井陘知縣，得知他來到就拿出黑貂裘作餽贈求遷轉官職，他不接受並作詩拒絕，並彈劾該人使其罷歸。

## 引用
1. 1 2  道光《金谿縣志·卷十一·宦業》：劉襈，又名鳴，字汝和，傑從子，永樂九年進士為御史巡按山西，同邑某令井陘，聞襈至，饋以黑貂裘求轉官，襈不受，作詩絕之，卒劾令罷歸。
2. ↑  道光《金谿縣志·卷五·選舉》：永樂六年戊子鄉試……劉鳴 傑從子，有傳 永樂九年辛卯蕭時中榜……劉鳴